# Кругови (филм)
Кругови је српска антиратна мелодрама из 2013. године, режисера Срдана Голубовића, а сценарио су написали Срђан Кољевић и Мелина Пота Кољевић по истинитом догађају, погибији Срђана Алексића. У главним улогама су Александар Берчек, Леон Лучев и Небојша Глоговац. Филм говори о последицама једног херојског чина, те поставља питање да ли је херојско дело узалудна жртва, или, као камен бачен на површину воде, производи кругове који се шире кроз време и простор, подстичући нас да чинимо нова добра дела.
Филм је био српски кандидат за америчког Оскара за најбољи филм ван енглеског говорног подручја за 2013. годину, али није био номинован.

## Радња
Три паралелне приче одвијају се у Београду, Немачкој и Требињу данас, пратећи ликове који су као сведоци догађаја из прошлости, мотивисани да доносе одлуке које ће им променити животе. Небојша, сведок догађаја у ком је страдао његов најбољи пријатељ, превазилази грижу савести суочавајући се са убицом свога пријатеља, Харис, који живот дугује јунаку који се жртвовао за њега, дуг враћа ризикујући све и помажући угроженој жени, док син једног од убица у сусрету са оцем страдалог хероја отвара пут за превазилажење трагичне прошлости.

## Улоге
| Глумац                | Улога         |
| --------------------- | ------------- |
| Александар Берчек     | Ранко         |
| Леон Лучев            | Харис         |
| Небојша Глоговац      | Небојша       |
| Никола Ракочевић      | Богдан        |
| Христина Поповић      | Нада          |
| Борис Исаковић        | Тодор         |
| Вук Костић            | Марко         |
| Марко Јанкетић        | Петар         |
| Јасна Ђуричић         | Данка         |
| Емир Хаџихафизбеговић | Есад          |
| Радоје Чупић          | Возач комбија |
| Дејан Чукић           | Надин муж     |

## Продукција
Филм је базиран на истинитом трагичном догађају, који се догодио у јануару 1993. године, када је Срђан Алексић из Требиња спасао муслимана кога је војник напао, а потом преминуо од задобијених повреда. По том догађају сценарио су написали Срђан Кољевић и Мелина Пота Кољевић.
Филм је сниман у копродукцији Србије, Немачке, Француске, Хрватске и Словеније.

## Премијера
Филм је своју светску премијеру имао 18. јануара 2013. године у САД на Санденс филмском фестивалу, европску 11. фебруара 2013. године на Берлинском филмском фестивалу, док је у Србији премијерно приказан на ФЕСТ-у 23. фебруара 2013. године а у Сарајеву 19. августа 2013. и говорио је Раде, отац Срђана Алексића.

## Награде
| Награде                                         | Награде                                         | Награде                           |
| Фестивал                                        | Категорија                                      | Награђени                         |
| ----------------------------------------------- | ----------------------------------------------- | --------------------------------- |
| 42. Софест                                      | Најбољи филм                                    |                                   |
| 42. Софест                                      | Најбоља монтажа                                 | Марко Глушац                      |
| 42. Софест                                      | Најбоља камера                                  | Александар Илић                   |
| 42. Софест                                      | Најбоља фотографија                             |                                   |
| 42. Софест                                      | награда публике                                 |                                   |
| 10. Филмски фестивал у Јеровану                 | Најбољи филм                                    |                                   |
| 29. Санденс фестивал                            | Специјална награда жирија                       |                                   |
| 63. Берлински филмски фестивал                  | Најбољи филм у програму Форум                   |                                   |
| 29. Фестивал у Фестроији                        | Награда за најбољи филм                         |                                   |
| 29. Фестивал у Фестроији                        | Награда за најбољу фотографију                  |                                   |
| Међународни филмски фестивал у Барију           | Најбољи филм - награда публике                  |                                   |
| Међународни филмски фестивал у Софији           | Најбољи филм - награда публике                  |                                   |
| 60. Филмски фестивал у Пули                     | Награда за најбољу режију                       | Срдан Голубовић                   |
| 60. Филмски фестивал у Пули                     | Награда за најбољу мушку улогу                  | Леон Лучев                        |
| 60. Филмски фестивал у Пули                     | Награда за најбољу копродукцију                 | Јелена Митровић                   |
| Фестивал гоеаст у Висбадену                     | Награда за најбољу режију                       | Срдан Голубовић                   |
| 37. Фестивал филмског сценарија у Врњачкој Бањи | Награда за најбољи сценарио                     | Срђан Кољевић Мелина Пота Кољевић |
| 19. Сарајевски филмски фестивал                 | Награда за најбољи филм - награда публике       |                                   |
| 48. Филмски сусрети у Нишу                      | Награда за најбољу мушку улогу - Цар Константин | Александар Берчек                 |
| 48. Филмски сусрети у Нишу                      | Повеља за епизодну мушку улогу                  | Никола Ракочевић                  |
| 6. Синема сити                                  | Награда за најбољи филм                         |                                   |
| 6. Синема сити                                  | Награда за најбољу мушку улогу                  | Небојша Глоговац                  |
| Фестивал филмске режије ЛИФФЕ у Лесковцу        |                                                 |                                   |
| Гран при „Живојин Жика Павловић“                | филм                                            |                                   |
| [ 19 ]                                          | Гран при                                        |                                   |
| [ 19 ]                                          | Награда публике                                 |                                   |
| 13. Бриселски фестивал медитеранског филма      | Велика награда публике                          | филм                              |